# HX007ZT
HX007ZT (エイチエックスぜろぜろしちズィーティー) は、ZTEによって開発された、ウィルコムによるMVNO・WILLCOM CORE 3G(HSDPA/HSUPA)対応のExpressCard型データ通信端末。

## 概要
ExpressCard型データ通信端末としては、初となるWILLCOM CORE 3G対応端末。だが、法人向けであり、コンシューマ向けの販売は行わない。
HX004IN同様、購入時期により、FOMAハイスピードエリア対応版と3G ハイスピード対応版とがある。

## 仕様（テンプレート外）
- 通信速度
  - パケット通信（FOMAハイスピードエリア） : 送信最大 5.7 Mbps / 受信最大 7.2 Mbps
  - パケット通信（3G ハイスピードエリア） : 送信最大 1.4 Mbps / 受信最大 7.2 Mbps
  - パケット通信（FOMAサービスエリア・FOMAプラスエリア/SoftBank 3Gエリア） : 送受信最大 384 kbps
- 対応OS（各日本語版）
  - Windows XP Home Edition Service Pack2 以降
  - Windows XP Professional Service Pack2 以降
  - Windows Vista SP1以降（32ビット版 / 64ビット版）
  - Windows 7（32ビット版 / 64ビット版）
  - Mac OS X（10.5.6 / 10.4.11 - インテル製CPU搭載機のみ対応）
- 対応エリア（日本国内）
  - FOMAハイスピードエリア（ドコモ網対応版）
  - FOMAサービスエリア（ドコモ網対応版）
  - FOMAプラスエリア（ドコモ網対応版）
  - 3G ハイスピードエリア（SBM網対応版）
  - SoftBank 3Gエリア（SBM網対応版）

## 歴史
- 2009年11月4日 - 発売開始
- 2010年10月1日 - 3G ハイスピード網対応版に切り替えられた上で、改めて発売開始